# Собор Святого Таинства (Детройт)
Собор Святого Таинства (англ. Cathedral of the Most Blessed Sacrament) — католическая церковь, находящаяся в городе Детройт, штат Мичиган, США. Церковь является кафедральным собором архиепархии Детройта. Собор Святого Таинства в Детройте является историческим памятником и внесён в 1982 году в Национальный реестр исторических мест США.

## История
Приход Святого Таинства был основан в 1905 году для верующих, проживавших в северных района Детройта. Строительство церкви началось в 1913 году и продолжалось до окончательного завершения в 1951 году. Церковь начал строить архитектор Генри Уолш, который спроектировал храм в нормандском готическом стиле. В 1951 году его преемник Джордж Дил закончил строительство башни. В 1930 году завершилось обустройство внутреннего интерьера церкви. В 1937 году Святым Престолом была учреждена архиепархия Детройта и церковь Святого Таинства стала кафедральным собором епархии. В 1951 году закончились строительные работы, связанные с фасадом храма, который выполнен из известняка, добытого в Индиане и Огайо.
17 ноября 1951 году совершилось торжественное освящение церкви.
18 сентября 1987 года собор посетил Римский папа Иоанн Павел II.